# Putilov-Garford
Los camiones blindados Putilov-Garford (o Garford-Putilov según que fuentes) eran un tipo de vehículo blindado de combate producido en Rusia durante la Primera Guerra Mundial. Fueron construidos a partir de los camiones de la firma Garford Motor Truck Co. importados de los Estados Unidos. Aunque sus usuarios lo consideraban una máquina robusta y confiable, el Putilov-Garford tenía muy poca potencia. Con un peso total de aproximadamente 9 toneladas y solo un motor de 30 cv, los vehículos tenían una velocidad máxima de aproximadamente 16-18 km/h. El diseño también estaba sobrecargado (muy pesado) y, por lo tanto, tenía una capacidad todo terreno muy limitada.

## Historia, diseño y desarrollo
El diseño se inició en el otoño de 1914 en la fábrica Putilov, siendo el inspirador del proyecto el mayor general N. Filatov, que luego ocupó el cargo de Director de la Escuela de Infantería. En su opinión, se suponía que este camión blindado fortalecería la calidad de los pelotones de vehículos blindados en el campo de batalla.
Como base para el proyecto, se eligió el camión de tracción trasera (4 × 2) de 5 toneladas, producido por Garford Motor Truck Co. Este camión tenía una velocidad máxima de 35 km/h y un peso vacío de 3 931 kg. Este modelo ya había atraído la atención del Ejército Imperial por su alta carga útil que permitía el uso de blindajes y armas pesadas, incluida la artillería. El otro factor decisivo fue la presencia de estos camiones en Rusia a mediados de diciembre de 1913 en San Petersburgo, previamente comprados y almacenados en el garaje de la Escuela Militar Automotriz. Sin embargo, la elección inicial de un cañón de 76 mm modelo 1910 se descartó al principio por imponer modificaciones significativas en el chasis del camión y ser necesario abordar una serie de diversos problemas técnicos.
Después de realizar pruebas comparativas con diferentes tipos de cañones se seleccionó una versión revisada del compacto y ligero del cañón de montaña modelo 1909 de 76 mm pero con una carga reducida. El cañón estaba montado en la plataforma trasera en un pedestal hecho de chapa de hierro con uniones soldadas. Una torreta blindada en forma de armario estaba unida a la plataforma por 12 pernos. El alcance efectivo de disparo fue de aproximadamente 3 000 m y el almacenamiento de municiones era de 44 disparos, 12 de ellos alojados en la torreta y 32 en el compartimiento de combate de ametralladoras. El tubo del cañón estaba protegido por un escudo en forma de U. El armamento auxiliar constaba de tres ametralladoras Maxim de 7,62 mm Modelo 1910 con el cañón refrigerado por agua. Dos fueron colocadas en barbetas blindadas laterales, y la tercera en la torreta trasera, al lado del cañón; estaban alimentadas por cintas de cartuchos con 250 rondas cada una, 20 cintas en total (5 000 cartuchos).
El cuerpo blindado desarrollado por N. Filatov  tenía un diseño innovador, con láminas de acero laminado producidas en la planta de Izhorskogo, con un espesor de 6.5 mm lo que le hacía resistente a disparos del rifle Mosin-Nagant ruso de 7,62 mm Modelo 1891 y del 7,92 mm del Mauser 98 alemán, pero también de munición de rifle perforante. El ensamblaje se realizó mediante remaches sujetos a un marco de metal unido al chasis. La armadura del cuerpo era principalmente vertical, aunque varios elementos tenían una ligera pendiente. El grosor difería según los modelos para el ejército o la marina.
El casco estaba dividido en tres secciones. La sección delantera comprendía el motor, el radiador blindado con dos escotillas, los asientos del conductor y el comandante detrás, con los tanques de combustible en el medio para reducir la longitud total. Ambos podían ver a través de aletas blindadas y puestos de tiro redondos adicionales en los costados. También había una escotilla en el techo del compartimiento del conductor.
En el centro se instaló el compartimiento principal de combate con las ametralladoras que podían disparar dentro de un arco de 110 °, y la mayoría del almacenamiento de municiones y herramientas. La parte trasera estaba ocupada por la torreta principal con una gran placa frontal inclinada, un ángulo transversal de 260 °, al que se podía acceder a través de una escotilla de mariposa en el techo por el que se podía acceder al compartimiento de la ametralladora para reabastecerse.
El motor era de gasolina de 4 cilindros refrigerado por aire. El depósito de combustible tenía una  capacidad de 30 ( versión ejército) o 35 l (marina); una caja de cambios de cinco velocidades (4 adelante / 1 atrás). Debido al peso del cuerpo blindado, la velocidad máxima fue de solo 18 km/h y solo 3 km/h  en reversa, lo que causó confusión en las operaciones debido a las tácticas utilizadas; para solucionar este problema, se modificó la transmisión y se instaló un embrague inversor especial operado por una palanca desde el asiento del conductor, con este acoplamiento, los cuatro engranajes delanteros se convirtieron en reversa, y la trasera en delantera.
La producción comenzó en la fábrica de Putilov a fines de marzo de 1915. El pedido inicial fue de 30 camiones blindados, y para agosto de 1915, ya se habían entregado diecinueve y otros once estaban en varias etapas de finalización. El último fue entregado el 28 de septiembre.
Pero ya el 2 de septiembre de 1915, Putilov recibió una orden de 18 más destinados al Departamento Naval. Estos se utilizarían para proteger la fortaleza marina de Reval (más tarde Tallin). Estos tenían una serie de diferencias significativas, principalmente con el grosor de la carrocería y la construcción, (según algunas fuentes, un nuevo chasis agrandado y también al parecer un motor más potente (35 cv).
La munición del cañón se incrementó a 60 proyectiles y 9 000 rondas para las ametralladoras. Sin embargo, estos chasis adicionales se comprarían en los Estados Unidos y llegaron a San Petersburgo el 13 de febrero de 1916, lo que retrasó significativamente su entrega. El último de esta segunda serie se entregó a principios de diciembre de 1916. El peso en combate aumentó de 8,6 a 11 toneladas y debido a ello, sus características dinámicas se deterioraron. Las modificaciones posteriores incluyeron una caseta trasera diseñada para mejorar la visión del conductor hacia atrás. Ya a mediados de 1915 se realizaron conversiones improvisadas de campo con controles de popa redundantes. El primer juego inverso construido por Putilov estaba listo a fines de enero de 1916 y fue aceptado después de que las pruebas y las conversiones se llevaran a cabo gradualmente en 1916.
Además de los países que surgieron de las ruinas del antiguo imperio ruso, el ejército alemán también utilizó vehículos blindados Putilov-Garford. Los alemanes capturaron varios vehículos que utilizaron hasta el final de la Primera Guerra Mundial, y después del Armisticio por los Freikorps.
Los bolcheviques usaron estos vehículos blindados contra los tanques británicos durante la guerra civil rusa . Era el único vehículo blindado de la Primera Guerra Mundial que podía enfrentarse a los tanques. En el ejército soviético el Putilov-Garford permaneció en servicio hasta el final de la Segunda Guerra Mundial cuando fueron utilizados contra el ataque de las tropas alemanas.

## Usuarios
- Imperio Ruso

Ejército Imperial Ruso
Armada Imperial Rusa
- Imperio alemán

Ejército Imperial Alemán - vehículos capturados al Ejército Imperial ruso
- Segunda República Polaca - vehículos capturados al Ejército Rojo durante la guerra polaco-soviética
- Ejército Rojo - vehículos capturados al Ejército Imperial ruso durante la Revolución de Octubre
- Letonia - vehículo capturado o abandonado del Ejército Rojo durante la guerra de Independencia de Letonia

### Vehículos blindados de similares características, uso y época
- Ehrhardt EV/4
- Jeffery-Russel
- Automóvil blindado Peerless
- Poplavko-Jeffery
- Schneider-Brillié